# Vue d'optique
 (décembre 2022).

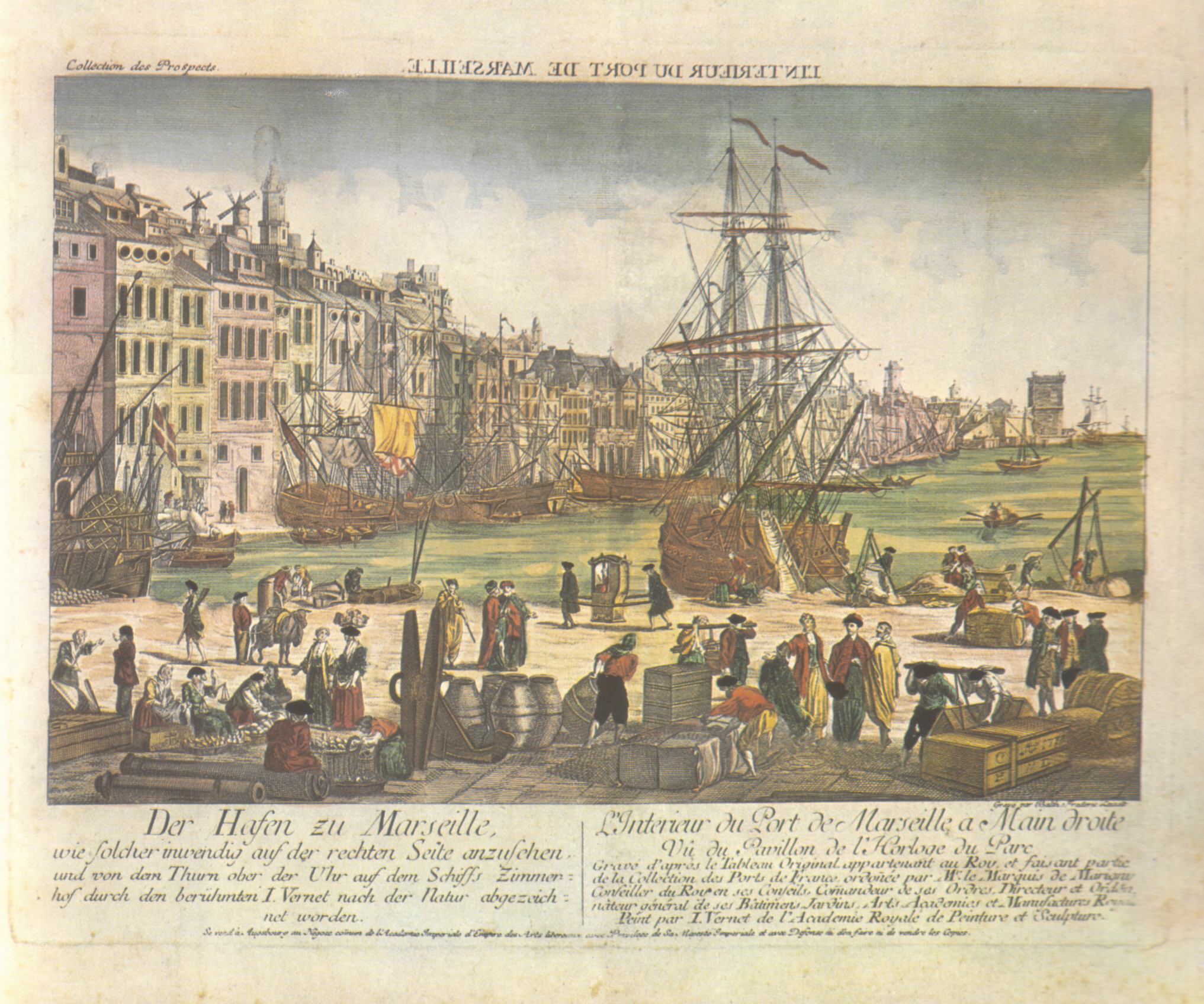
Port de Marseille, vue d'optique, Augsbourg, 1778.

Une vue d’optique est une estampe, qui, si elle est regardée à travers un appareil spécifique de visionnement (zograscope ou « boîte d'optique »), donne l'illusion d'un relief et d'une perspective accentuée.
Apparues en Angleterre dans la première moitié du XVIIIe siècle, elles sont dérivées des « perspectives ». L'appellation « vues d’optique » (ou Vue Optique, en anglais) se généralise à partir de 1740. Leur succès gagne l'Europe dans la seconde moitié du siècle et décline autour de 1800-1820. Londres, Paris, Augsbourg et Bassano del Grappa sont les quatre principaux centres de productions.

## Caractéristiques des vues d’optique
Les vues d'optique sont des estampes gravées à l'eau-forte. Les impressions sont coloriées à la main, à la gouache ou à l'aquarelle, avec un soin variable et une palette relativement limitée. Le coloriage est souvent réalisé en atelier et en série. 
Plusieurs éléments caractérisent une vue d'optique, quoiqu'ils ne soient pas toujours tous réunis :
- le format, relativement standardisé : l'élément d'impression mesure environ 23 x 40 cm, la feuille 30 x 45 cm[1]. Les dimensions varient légèrement en fonction du centre de production.
- le sujet, principalement des vues topographiques (paysages urbains, monuments) ou des intérieurs architecturaux (églises, palais)
- la présence d'une légende explicative, parfois traduite en plusieurs langues.
- la présence d'un titre supérieur, généralement gravé à l'envers, de façon qu'il apparaisse à l'endroit dans le dispositif optique, qui comprend un miroir.
- une perspective accentuée et un angle de vue supérieur à celui de l'œil humain (c'est-à-dire 46°), de façon à produire un effet à travers un dispositif optique.

Pour être visualisables dans une optique, il faut une perspective très profonde, un premier plan, un point de fuite à l'horizon situé au centre de la vue approximativement et l'angle de vue de l'image doit être supérieur à l'angle de vision moyen de l'homme.

## Thèmes des vues d'optique
Les vues d'optique figurent majoritairement des sujets topographiques (paysages urbains, monuments remarquables, châteaux et palais, ports, jardins) parfois lointains (Amérique, Extrême-Orient). Certaines vues traitent d'événements marquants (scènes historiques comme la peste de 1720, tremblements de terre, incendies, mariages princiers) ou des scènes d'actualités, qui se multiplient dans les deux dernières décennies du siècle (prise de la Bastille, fête du 14 Juillet, exposition de la machine infernale). Les fêtes, illuminations et feux d'artifice forment également des sujets prisés.
Une petite partie de la production traite de sujets bibliques, mythologiques, allégoriques ou moralisateurs. Cette veine éditoriale est surtout le fait des éditeurs augsbourgeois.
Rares sont les vues d'optique au motif original : toutes ou presque copient des estampes existantes, elles-mêmes souvent gravées d'après des dessins ou des peintures. Jacques Rigaud, Nicolas Ozanne, Giuseppe Vasi, Giovanni Battista Piranèsi, Giuseppe Zocchi, Canaletto sont parmi les modèles les plus souvent mobilisés. Les éditeurs augsbourgeois ont parfois proposé des images inédites, gravés d'après des dessins réalisé sur le motif. Ainsi, Friedrich Bernhard Werner est l'auteur des compositions de plusieurs vues d'optique publiées à Augsbourg au XVIIIe siècle.
Il résulte de ces copies et adaptations des vues parfois fantaisistes, très éloignées de la réalité topographique. 

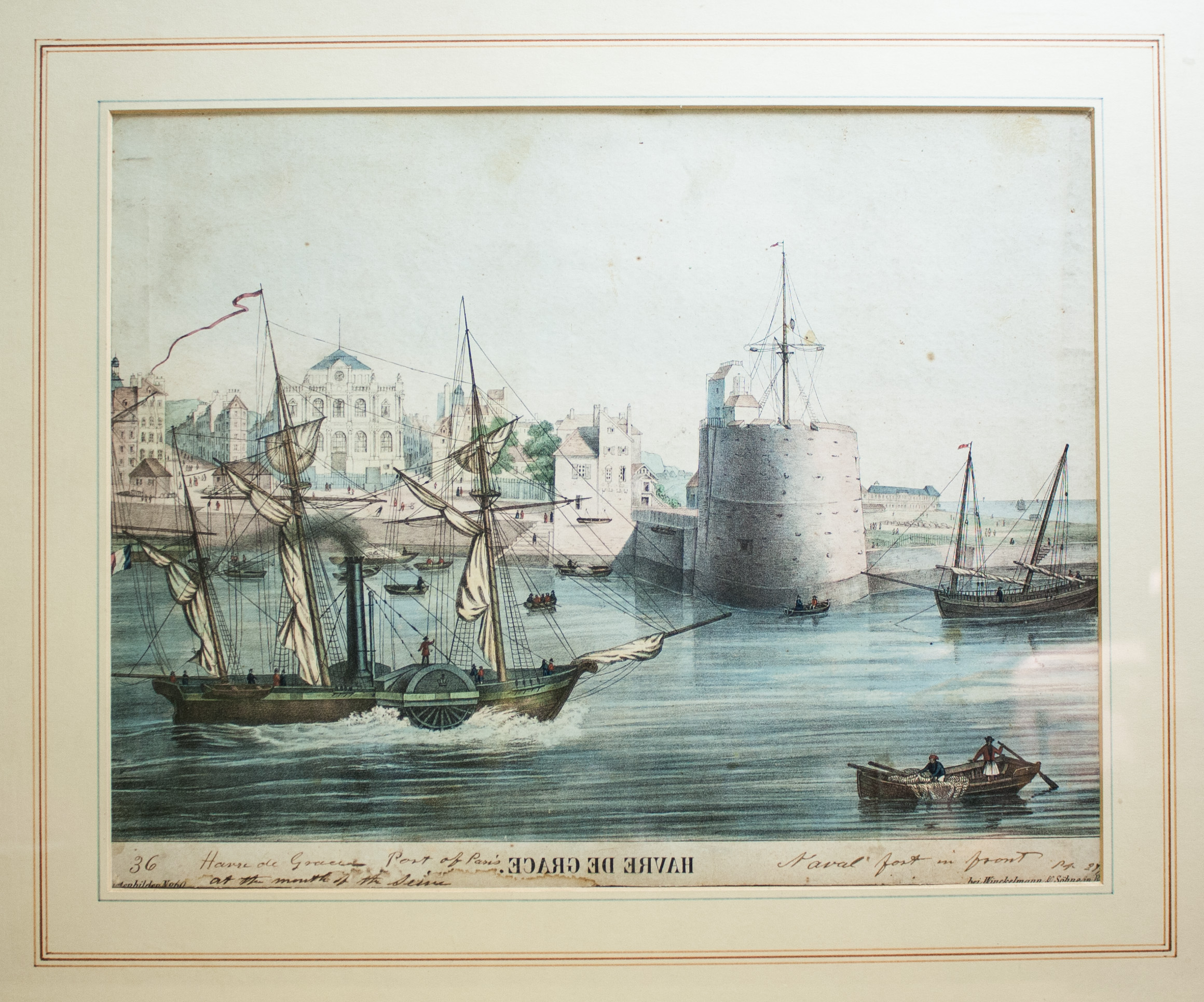
Vue d'optique du Havre de Grace, éditée en Allemagne.
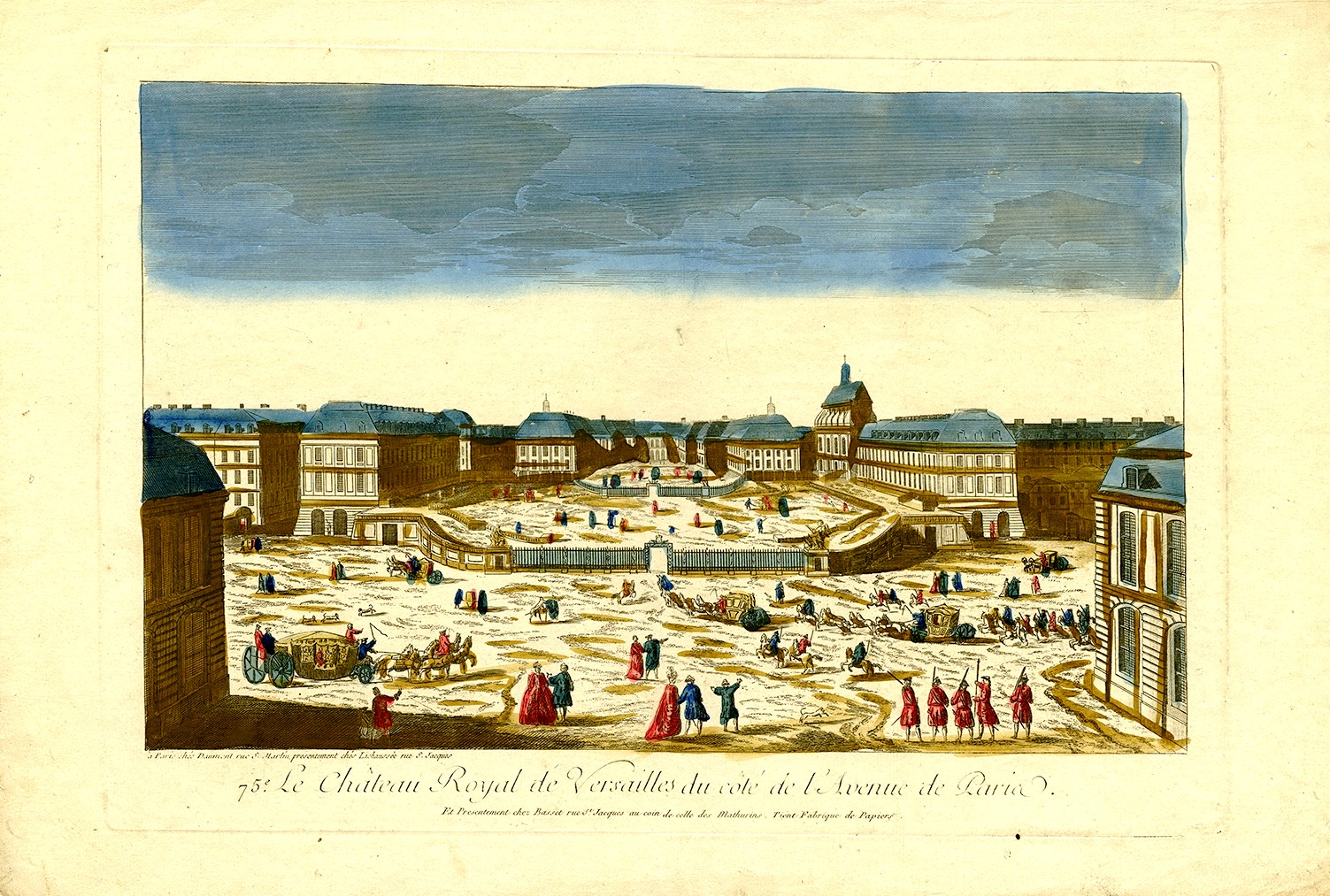
Vue d'optique du Château royal de Versailles côté avenue de Paris.
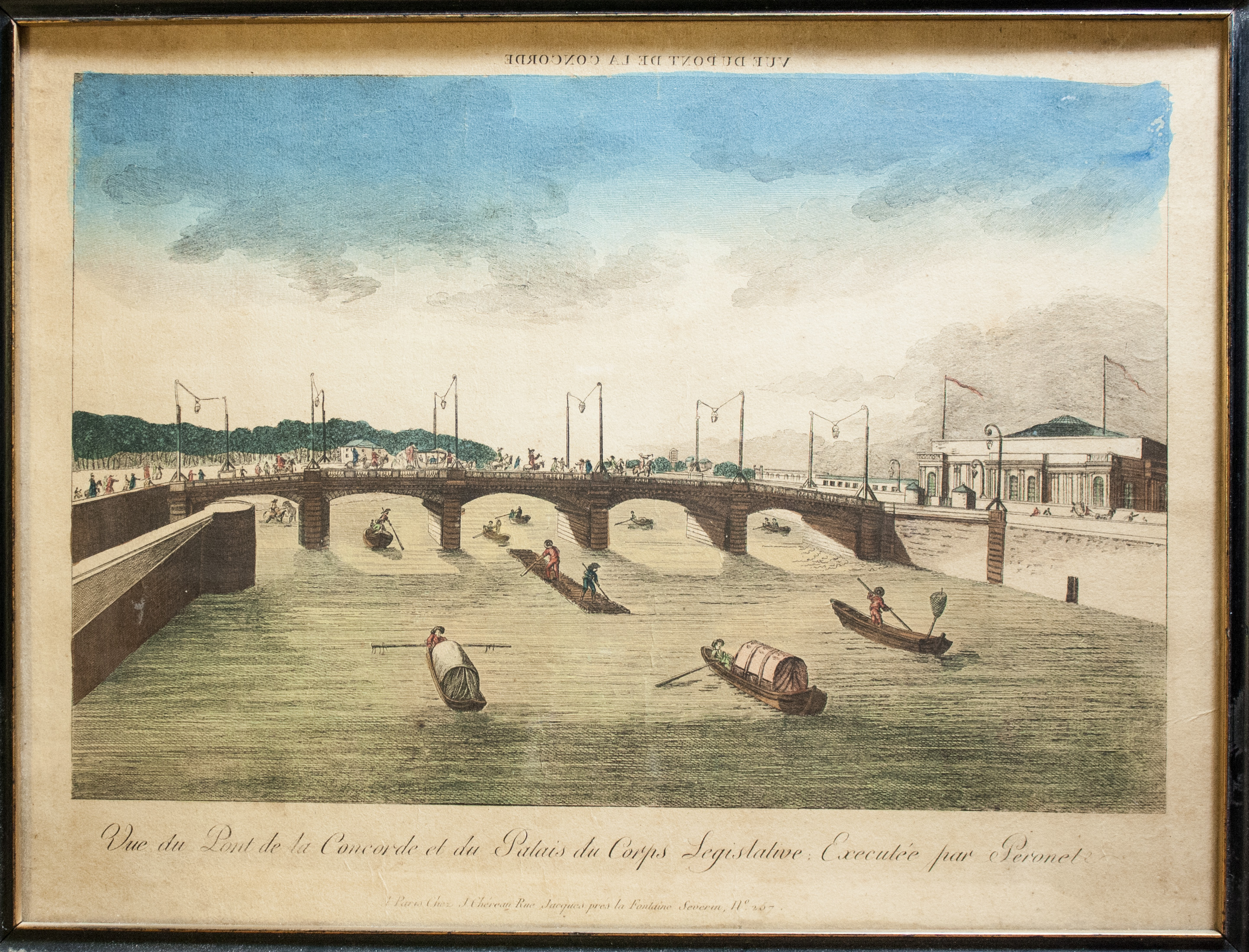
Vue d'optique du Pont de La Concorde, éditée à Paris.
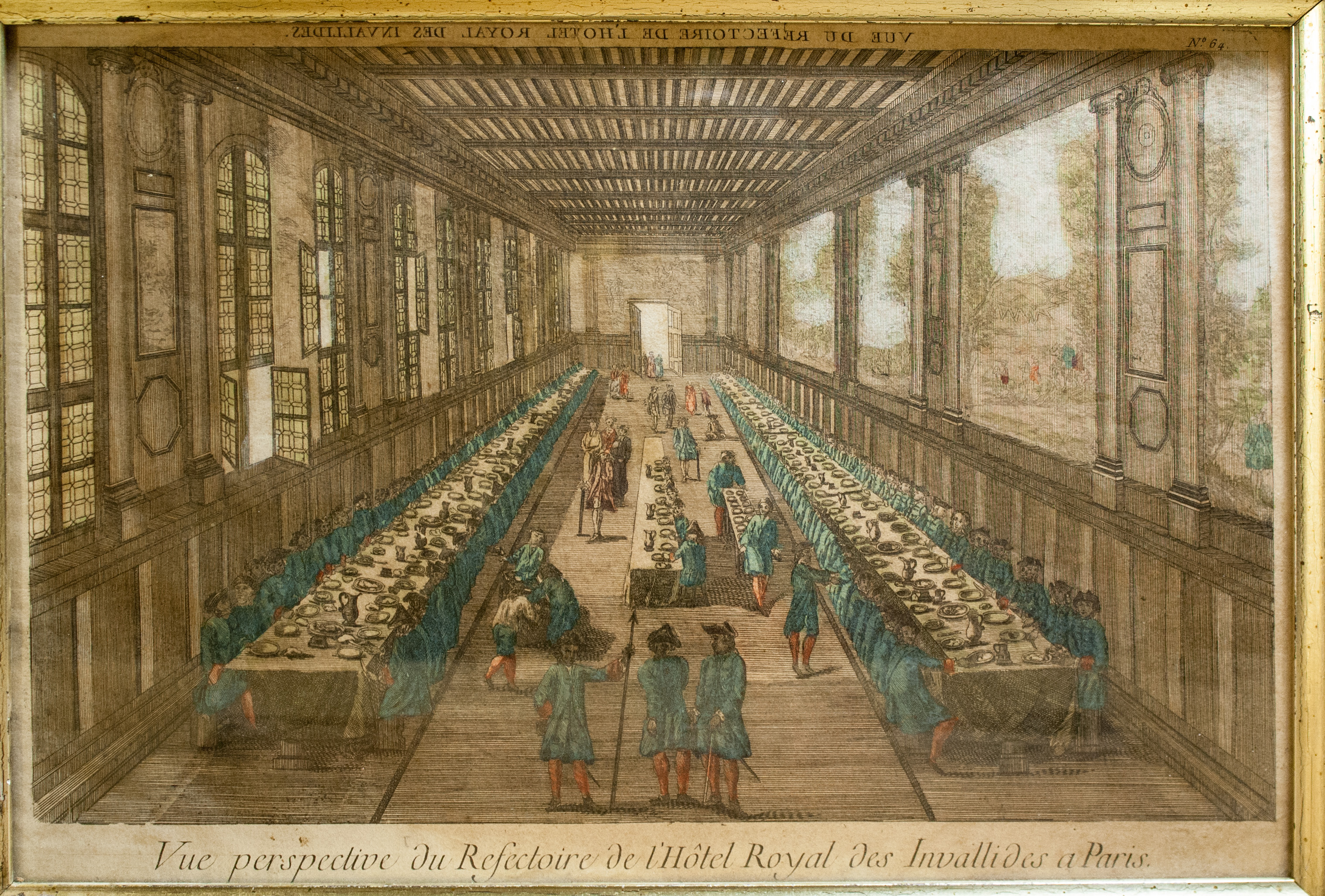
Vue d'optique de l’Hôtel Royal des Invalides, éditée à Paris.
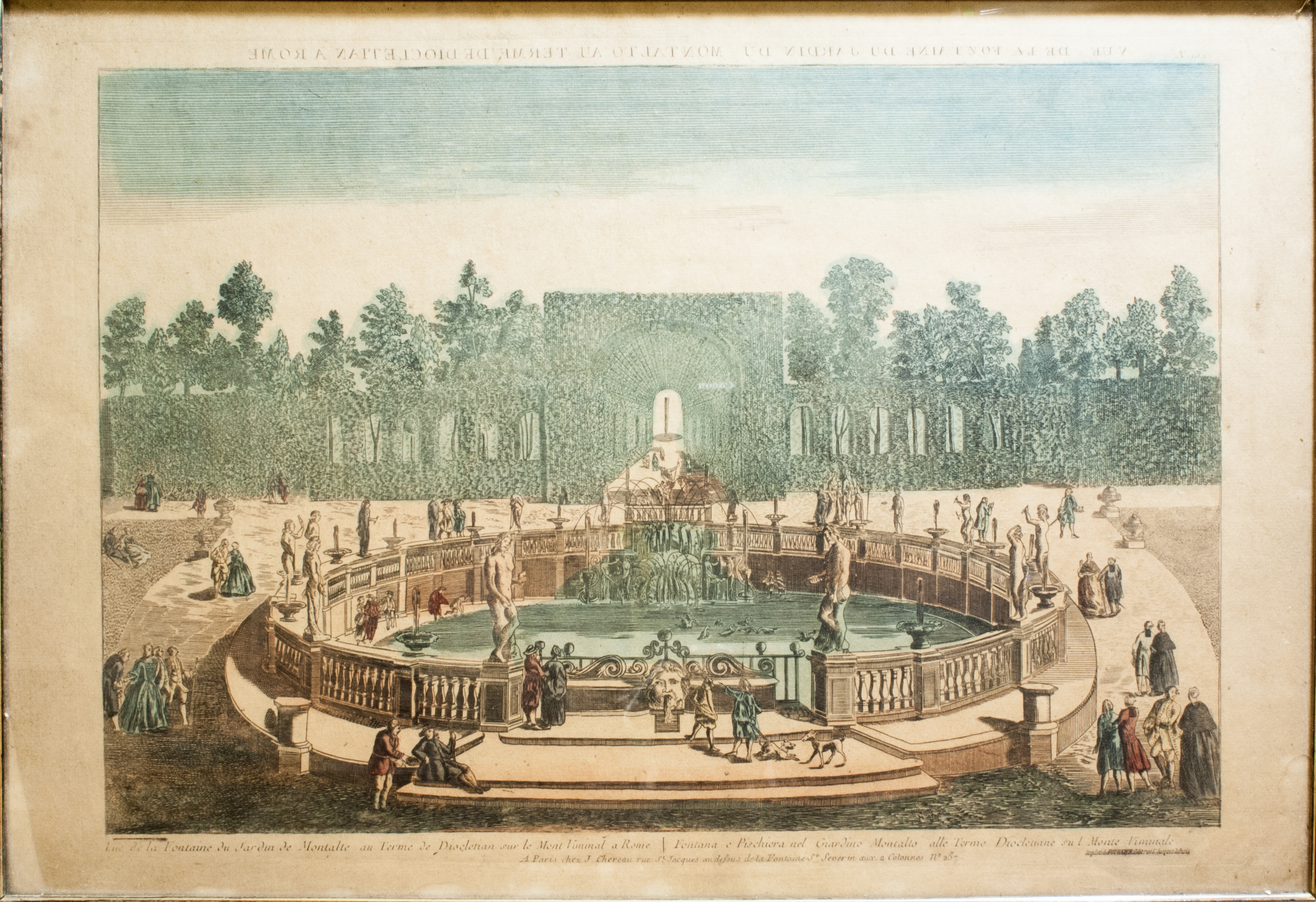
Vue d'optique de Rome, éditée à Paris.
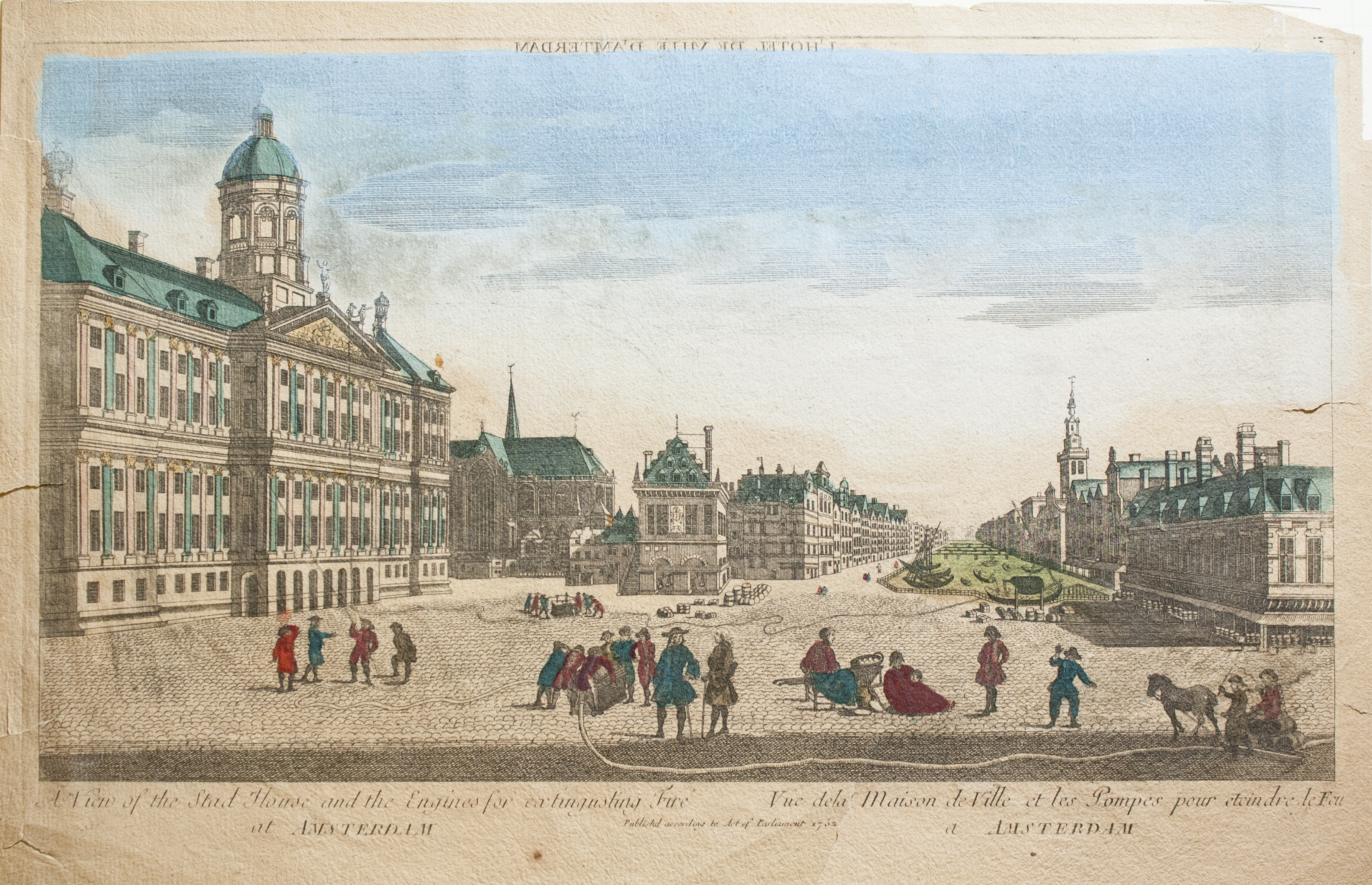
Vue d'optique de l’Hôtel de Ville d’Amsterdam, éditée en Angleterre.

## Dispositifs de visionnement
Si elles peuvent être regardées comme n'importe quelle estampe, directement et sans le concours d'un quelconque dispositif, les vues d'optique sont spécifiquement conçues pour permettre une visualisation à travers un instrument d'optique dont la lentille va déformer l'image et donner au spectateur une impression de profondeur.

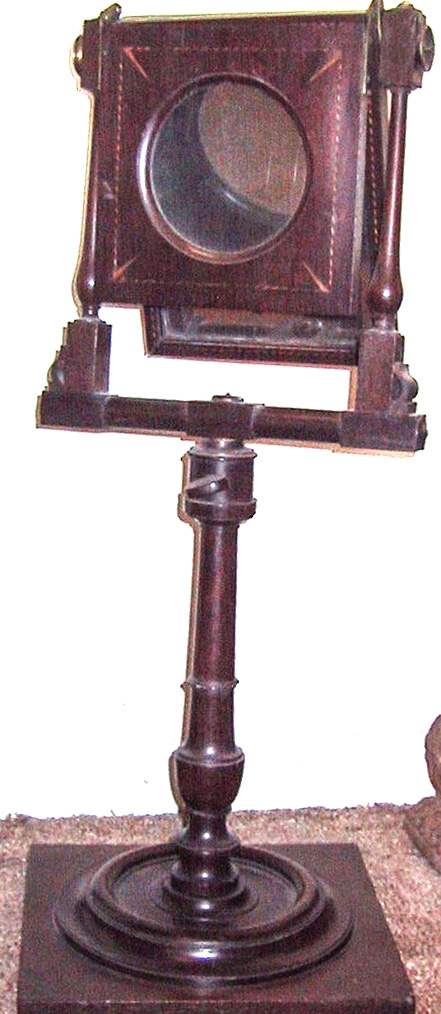
Zograscope du XVIIIe siècle.

Plusieurs dispositifs existent : le zograscope et la boîte d'optique, de type catoptrique ou dioptrique. Tous reposent sur le principe de la vision binoculaire permise par des lentilles de grand diamètre (12 à 15 cm).

### Fonctionnement
Les rayons lumineux réfractés par la lentille pénètrent parallèlement dans les yeux du spectateur, faisant naître une impression de distance par rapport à la vue. La vue doit être mise à une distance identique à une distance focale de la lentille. Par exemple, pour la lentille de l'optique de Flaugergues, il faut placer la vue à 70 cm de la lentille.
La composition de l'image, traitée avec une forte perspective et un grand angle, comme les couleurs contrastées employées pour le coloriage, participent de l'effet.

### Types d'instruments

#### Zograscope
Il se présente sous la forme d'un simple pied en bois, supportant une lentille biconvexe et un miroir incliné à 45°. Les vues gravées sont posées à plat au pied du zograscope.

#### Boîtes d'optique
Contrairement au zograscope, les boîtes sont fermées, et il n'est possible de voir l'image qu'à travers la lentille. Il existe deux types de boîtes d'optique, les boîtes catoptriques et les boîtes dioptriques. Dans certaines boîtes de colporteurs, des cordelettes permettent de manipuler les vues. Les estampes peuvent également être montées en rouleau que l'on déroule à l'aide d'une manivelle. 

### Vues à effets
Certaines vues d'optique ont été travaillées pour leur conférer un effet nocturne. L'estampe est perforée et les ouvertures recouverte d'un fin papier coloré et translucide. Des étoffes peuvent aussi être utilisées. Éclairées par l'arrière, elles produisent l'effet d'un paysage nocturne illuminé. Ces montages étaient particulièrement appréciés pour animer les vues de fêtes et de feux d'artifice ou d'incendies.
Les boîtes d'optique dioptriques (sans miroir avec une visualisation directe) sont adaptées au visionnement de ces vues à effets. Elles disposent en effet d'un couvercle (vision diurne) et d'un emplacement pour les bougies (vision nocturne). Une cheminée est prévue pour évacuer la fumée.

## Une production européenne
Les premières vues d’optique ont été éditées à Londres dans la première moitié du XVIIIe siècle. La mode se diffuse à travers toute l'Europe entre 1740 et 1790. Quatre centres ont produit l'essentiel des vues d'optique diffusées aux XVIIIe siècle et XIXe siècle. Il s'agit de Londres, Paris, Bassano et Augsbourg. Les centres secondaires sont Berlin, Vienne et la Hollande. Au début du XIXe siècle, l'intérêt pour les vues d'optique décline, cependant quelques éditeurs poursuivent la production jusqu'au milieu du siècle.

### Principaux centres et éditeurs

#### Londres
La production londonienne se distingue par sa facture plus soignée. Les principaux éditeurs sont Henry Overton, Robert Sayer, James et Carington Bowles et enfin Laurie & Whittle.

#### Paris
À Paris, la production démarre dans les années 1740. Elle devient l'une des spécialités de la rue Saint-Jacques, cœur de la production d'estampes demi-fines. Jean-François Daumont, les Chéreau, Louis-Joseph Mondhare, Jacques-Gabriel Huquier, les Basset et Laurent-Pierre Lachaussée sont les éditeurs les plus prolifiques. Leurs tirages passent pour moins délicats que les vues d'optique allemandes et anglaises.

#### Augsbourg
La production augsbourgeoise de vue d'optique débute autour de 1770. Georg Balthasar Probst et l'Académie Impériale d'Empire des Arts libéraux sont les deux acteurs les plus actifs, suivis par Joseph Carmine et Dominique Fietta.

#### Bassano-del-Grappa
A Bassano-del-Grappa, la production de vues d'optique est exclusivement le fait de la firme Remondini, alors dirigée par Giuseppe Remondini. L'essentiel de sa production est copiée des autres éditeurs européens, et un procès pour contrefaçon l'oppose aux augsbourgeois autour de 1770.

### Stratégies commerciales
Tous ces éditeurs ayant à cœur de conquérir le marché international, il est fréquent que les lettres soient multilingues (français et anglais, français et latin, etc.). L'éditeur augsbourgeois Georg Balthasar Probst accompagne ses images de légendes en quatre langues (allemand, français, latin et italien).
Une taille standard s'est imposée pour les rendre utilisables partout (feuille de papier en format paysage, 30 × 45 cm, élément d'impression 23 × 40 cm).

### La vue d'optique en Extrême-Orient
La mode des vues d'optique est exportée en Chine et au Japon au XVIIIe siècle par l'intermédiaire des Hollandais.

## Consommation des vues d'optique
Les vues d'optique ont rencontré un succès auprès des différentes strates de la population.

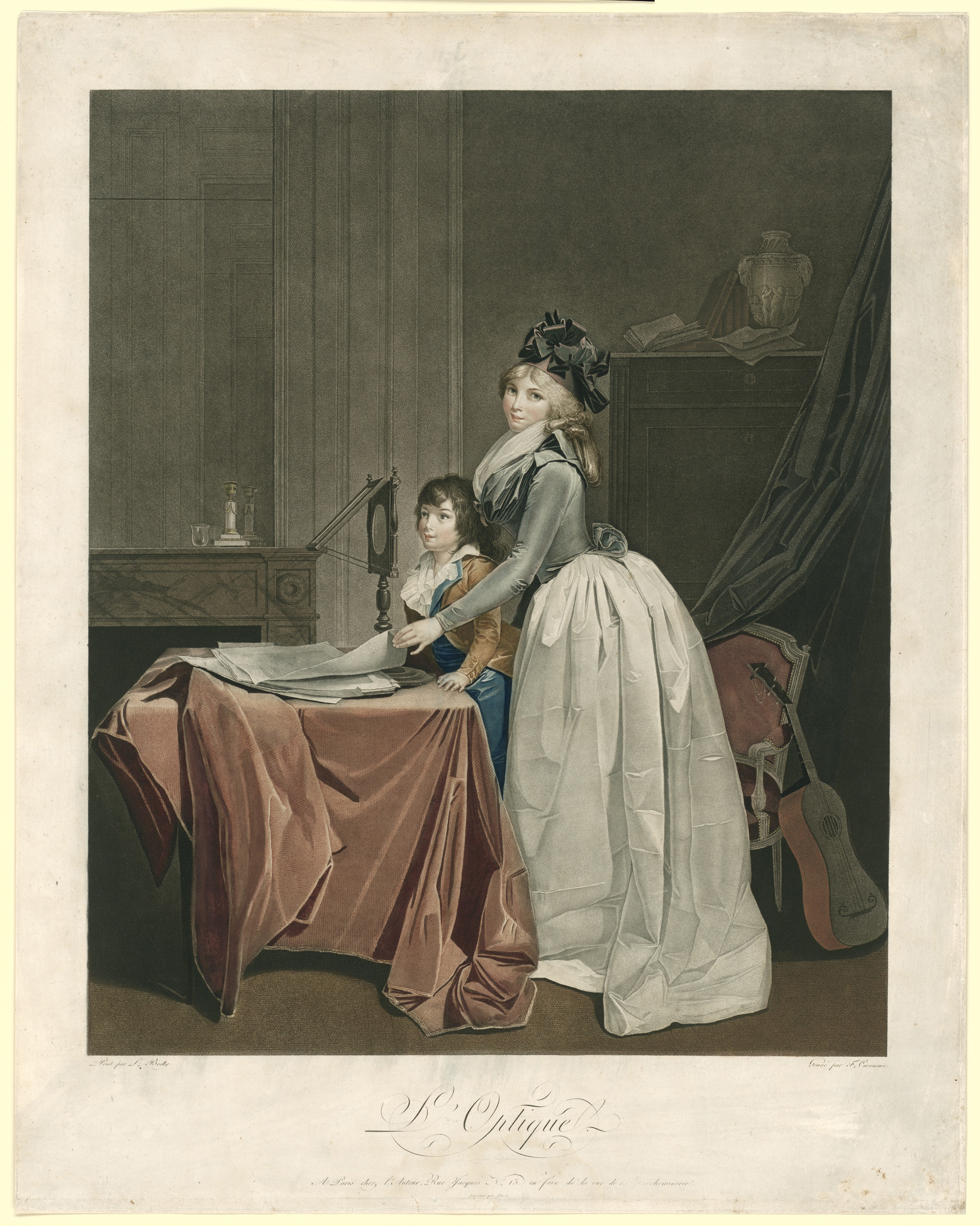
J.F. Cazenave d’après Louis-Léopold Boilly, Portrait de Louise-Sébastienne Gély avec un enfant devant un optique, estampe, 1794, Amsterdam, Rijksmuseum.

### Un divertissement d'élite
L'optique est un divertissement sérieux apprécié des élites : on trouve des zograscopes et des boîtes d'optique ouvragés dans les salons de l'aristocratie et de la haute bourgeoisie. Les vues d'optique permettent un voyage immobile et participent de l'enseignement de la physique et de la géographie.
Les dispositifs de visualisation, comme les estampes, ne sont pas à la portée de toutes les bourses. Georges Adams, opticien londonien vend des diagonal mirors jusqu'à 2 livres et douze shilling. Les estampes coûtent 1 shilling en noir et deux si elles sont coloriées, soit le salaire journalier d'un travailleur manuel londonien (1 shilling).
Les vues d'optique produites sur le continent sont moins onéreuses.

### Montreurs d'optique et consommation populaire

Estampe (1749) montrant un colporteur allemand, son appareil optique et son cri « Raritet, shöni Raritet » afin d'attirer la clientèle.

La pénétration des vues d'optique dans les milieux plus populaires se produit par l'entremise des monteurs d'optique itinérants. S'installant dans les foires, les marchés et les rues, ils proposent aux passants un coup d’œil dans leur boîte d'optique contre une somme modique. Les boîtes d'optique des colporteurs sont de facture plus simple que celle des salons. Elles sont généralement à vision directe (sans miroir) et peuvent comporter plusieurs lentilles pour une vision simultanée par plusieurs spectateurs. Pour attirer les promeneurs, les montreurs d'optique lancent des boniments, utilisent des instruments sonores (cloches, trompes, tambours, vielle), des lanternes magiques et des marionnettes.
Certaines boîtes permettent de visionner plusieurs estampes montées en rouleaux ou spécifiquement conçues pour des effets nocturnes.

#### Spécificités nationales
Ces spectacles sont appelés Mondo Nuovo en Italie ou Rareeshow en Angleterre.
En France, ces colporteurs viennent traditionnellement de Savoie et d'Auvergne[réf. nécessaire].
En Angleterre, les perspective views sont montrées à travers une boîte d'optique (peep box) transportée par le colporteur appelé en langage courant peepshow man. De telles attractions sont appelées raree show (raree signifiant ici « curiosité, chose inhabituelle »).
En Allemagne, l'appareil optique en forme de boîte est appelé Guckkasten. On parle de « Raritet » en référence au cri du colporteur.

#### Représentations
Figures pittoresques, les montreurs de vues d'optique ont fait l'objet de nombreuses représentations dans l'estampe et la peinture. On retrouve leur figure dans les Cris de Paris,. Alexander Lauréus représente un Vieillard à la boîte d'optique, vue de la rue Storkyrkobrinken, Stockholm

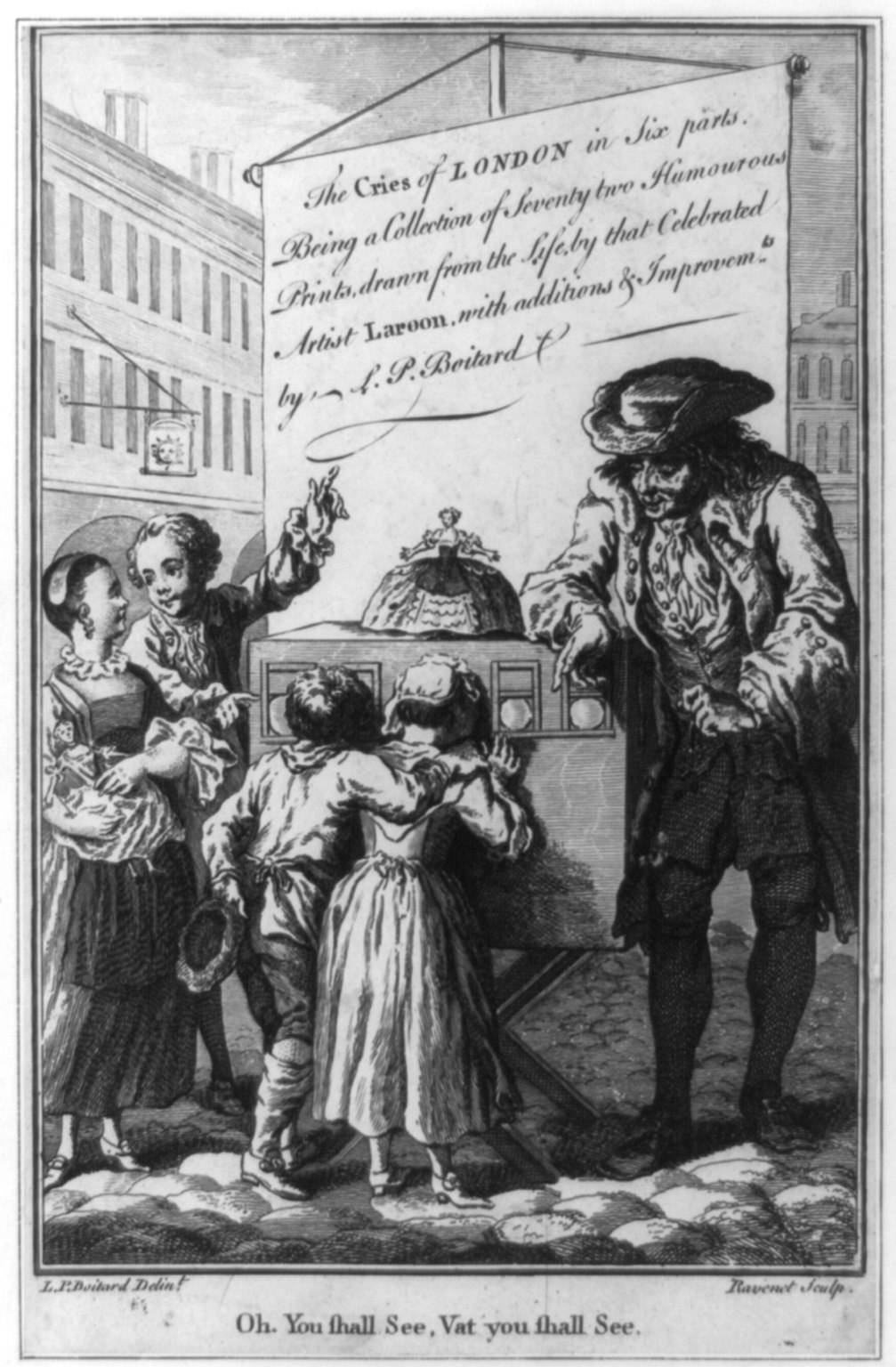
Ravenet d'après L.P. Boitard., Oh--You shall see, vat you shall see, estampe, XVIIIe siècle.
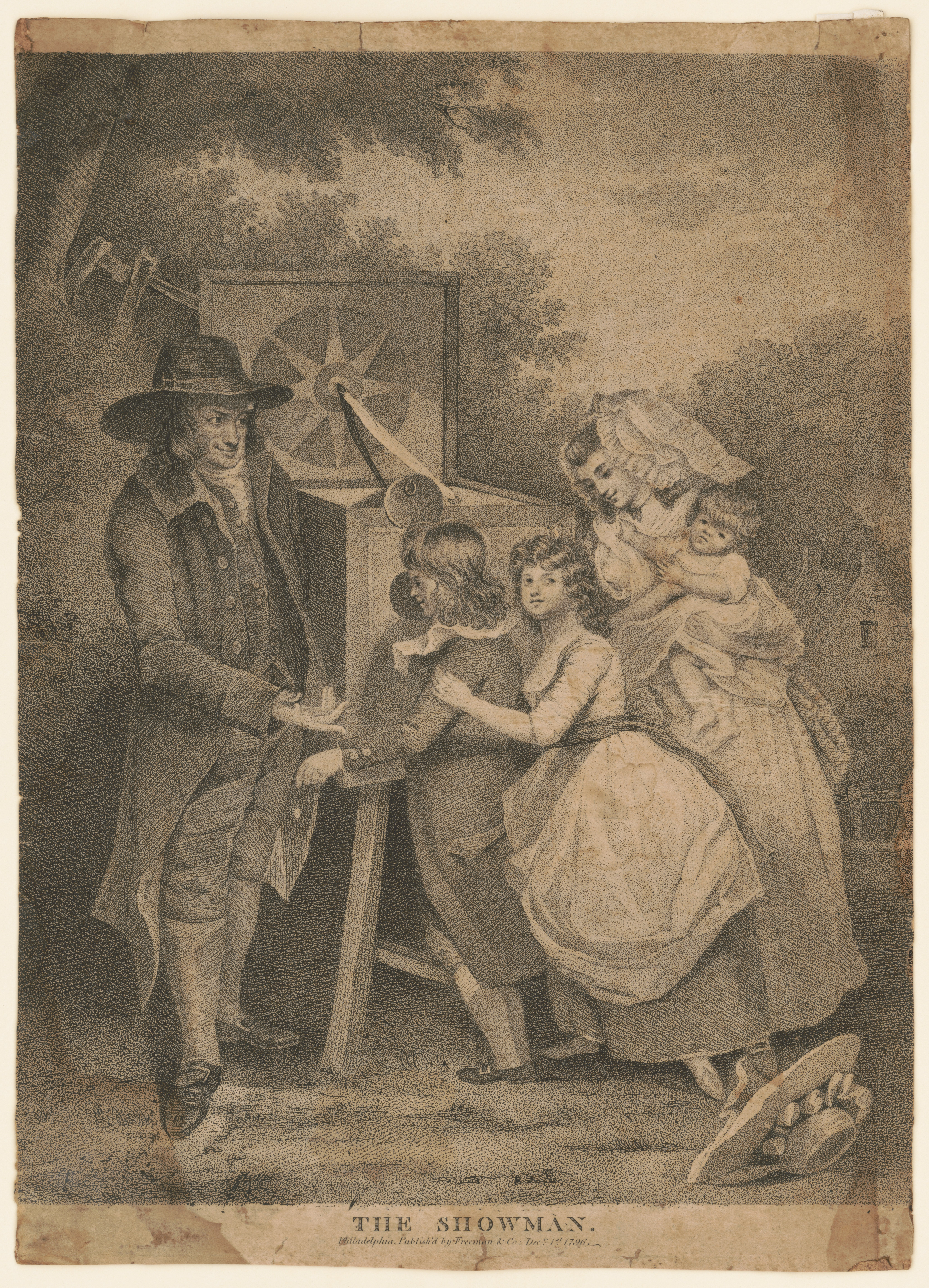
The showman, 1796.

## Déclin de la production de vues d'optique
La production de vues d'optique baisse à partir de 1790. Elle disparaît dans les années 1820 en France, et vingt ans plus tard en Angleterre, où l'appellation peep show cards s'est imposée. Si de nouvelles vues d'optique ne sont plus imprimées, elles continuent à circuler grâce aux montreurs de vues d'optique.
Le dernier montreur de vue d'optique (surnommé Monsieur Bouledogue) en France est attesté en 1874[réf. nécessaire]. Cependant, avant la première guerre mondiale, dans les campagnes, certains colporteurs continuent à montrer des vues du XVIIIe siècle avec des personnages modernisés.
Le déclin de la vue d'optique s'explique par l'apparition d'autres procédés de reproduction et d'impression (lithographie, photographie) et de nouvelles attractions visuelles, qui concurrencent le spectacle de l'optique. Ainsi, le diorama de Louis Daguerre apparaît, avec sa version miniaturisée le polyorama, vendu à la sortie du spectacle. L'illusion est basée sur la transparence déjà utilisée dans les vues perforées.
Le mégalétoscope adopte le principe de la vue d'optique en intégrant des vues photographiques.
Le stéréoscope remplace les vues d'optique dans les spectacles. D'autres jouets d'optique sont à signaler, comme le phénakistiscope de Joseph Plateau et le praxinoscope d'Émile Reynaud.

## Collections publiques
Les établissements patrimoniaux suivants conservent des ensembles importants de vues d'optique (plus de 80 pièces). En France : 
- Bibliothèque nationale de France, Paris
- Bibliothèque inter-universitaire de Montpellier
- Bibliothèque municipale de Valenciennes
- Bibliothèque municipale d'Evreux
- Cinémathèque française, Paris
- MUCEM, Marseille.
- Musée des Beaux-Arts de Bernay
- Musée Boucher-de-Perthes, Abbeville
- Musée Paul-Dupuy, Toulouse
- Musée de l'Image, Épinal

Ailleurs en Europe : 
- Musée Wittert, Université de Liège
- Bibliothèque royale de Belgique, Bruxelles
- Musée de l'Optique, Iéna
- MAS, Anvers

### Expositions
- Château de Flaugergues à Montpellier - Le Monde en perspective - Du 20 septembre au 31 octobre 2014
- Musée Paul-Dupuy à Toulouse - Traits Secrets - Dans l'œil du zograscope - Du 6 octobre 2015 au 3 avril 2016
- Musée Boucher-de-Perthes à Abbeville - Rêver l'Italie, voyager par l'image - Du 15 mars au 29 octobre 2017